# The Makings of Me
The Makings of Me è il quinto album discografico in studio della cantante statunitense Monica, pubblicato nel 2006. 

## Tracce
1. Everytime tha Beat Drop (featuring Dem Franchize Boyz) – 3:43
2. A Dozen Roses (You Remind Me) – 3:51
3. Sideline Ho – 3:45
4. Why Her – 4:08
5. Hell No (Leave Home) (featuring Twista) – 4:44
6. Doin' Me Right – 3:19
7. Raw (featuring Swizz Beatz) – 3:43
8. My Everything – 3:40
9. Gotta Move On – 3:44
10. Getaway – 3:36